# Drone – Tödliche Mission
Drone – Tödliche Mission (Originaltitel Drone, Arbeitstitel Incursion) ist ein kanadischer Thriller des Regisseurs Jason Bourque. Der Film aus dem Jahr 2017 spielt vor dem Hintergrund gezielter Tötungen mit UAVs. Thematisiert wird die persönliche Begegnung eines Drohnenpiloten, dargestellt von Sean Bean, und dem von Patrick Sabongui gespielten Opfer.

## Handlung
Neil Wistin arbeitet beim US-Militär in geheimer Mission als Drohnenpilot. Eines Tages bekommt er Besuch von dem pakistanischen Geschäftsmann Imir Shaw, der vorgibt, sein Boot kaufen zu wollen. Dieser lässt sich ins Haus bitten und wird auch zum Essen eingeladen. Nachdem er vom Todesfall seiner Frau und seiner Tochter durch einen Drohnenangriff erzählt, ahnt Neil Wistin die Lage. Shaw gibt nun vor, Sprengstoff in seinem Aktenkoffer mitzuführen. Gleichzeitig erfahren Wistins Frau und Sohn erstmals von seinen geheimen Tätigkeiten. In dieser angstvollen Situation formiert sich ein polizeiliches Zugriffskommando vor dem Haus. Wistin schafft es, Shaw niederzustechen. Während die Personen von der Polizei evakuiert werden sieht man den leeren Koffer, der nur ein Foto von Shaws Frau und Tochter beinhaltet. Über eine Radiomeldung erfährt man, dass Wistin zum Whistleblower geworden ist und Informationen über solche Kriegs-Dienstleistungen der Öffentlichkeit preisgab.

## Synchronisation
Die deutsche Synchronisation übernahm die Tele München Gruppe. Das deutsche Synchronbuch schrieb Marc Boettcher, der auch die Dialogregie übernahm.
| Darsteller       | Synchronsprecher  | Rolle           |
| ---------------- | ----------------- | --------------- |
| Sean Bean        | Torsten Michaelis | Neil Wistin     |
| Patrick Sabongui | Samir Fuchs       | Imir Shaw       |
| Mary McCormack   | Arianne Borbach   | Ellen Wistin    |
| Maxwell Haynes   | Daniel Montoya    | Shane Wistin    |
| Joel David Moore | Rainer Fritzsche  | Gary            |
| Viv Leacock      | Dirk Talaga       | Agent Barker    |
| Sharon Taylor    | Wicki Kalaitzi    | Agentin Jenkins |
| Bradley Stryker  | Hendrik Martz     | Ted Little      |
| Kirby Morrow     | Tim Moeseritz     | Dave Wistin     |
| Kevin O’Grady    | Kevin Kraus       | Vater           |

## Kritik
„Klischeehafter Thriller ohne Spannung, der die gut gespielte moralische Charakterstudie dramatisch aufbläht, sodass die Auseinandersetzung mit der Drohnen-Kriegsführung aus dem Blick gerät.“